# It's My Party: The Live Celebration
It's My Party: The Live Celebration fue la segunda gira musical de la cantante estadounidense Jennifer López para celebrar su cincuenta aniversario. "Este verano decidí que quería hacer algo grande por mi cumpleaños, ya que es un gran cumpleaños", dijo López durante una aparición en Ellen. "Voy a hacer una gira por los Estados Unidos, se llama It's My Party ... Solo estamos haciendo 25, 28 shows, algo así. Es solo una pequeña cantidad de shows, pero lo tendremos todo hasta junio y Julio". 
La gira comenzó el 7 de junio de 2019 en la ciudad de Los Ángeles y tuvo un recorrido por Norteamérica. Inicialmente estaba programada para ser iniciada en Phoenix, y con 25 conciertos, pero debido a la alta demanda de entradas, la gira fue reformulada y prolongada hasta los 29 conciertos.

## Set list
-Acto I: Glamurous
1. "Medicine"
2. "Love Don't Cost a Thing"
3. "Get Right"

-Acto II: Rich SugarMommy
1. "Dinero"
2. "I'm Real"
3. "Ain't It Funny"
4. "Jenny from the Block"

-Acto III: Club Burlesque
1. "If You Had My Love"
2. "Girls"
3. "Booty"

-Acto IV: Feelings
1. "Gravity"
2. "Si una vez"
3. "Limitless"

-Acto V: Funk Mother
1. "Ain't Your Mama"
2. "All I Have"
3. "Hold It Don't Drop It"

-Acto VI: Latina Song
1. "Te Boté"
2. "Te Guste"
3. "El Anillo"

Acto VI: Neón 
1. "Waiting for Tonight"
2. "Dance Again"
3. "On the Floor"

-Acto VII: Encore
1. "Let's Get Loud"(Contiene Elementos de "Live It Up")

- - Durante la pierna de la gira fuera de América Latino Swing no estuvo presente por eso algunas canciones como El Anillo y Let’s Get Loud estuvieron recortadas
  - Si una vez solo fue interpretada en fechas seleccionadas

- [2]

## Fechas de la gira
| Fecha                   | Ciudad                  | País                    | Lugar                                       | Espectadores            | Recaudación             |
| Norte América - Etapa I | Norte América - Etapa I | Norte América - Etapa I | Norte América - Etapa I                     | Norte América - Etapa I | Norte América - Etapa I |
| ----------------------- | ----------------------- | ----------------------- | ------------------------------------------- | ----------------------- | ----------------------- |
| 7 de junio de 2019      | Inglewood               | Estados Unidos          | The Forum                                   |                         |                         |
| 8 de junio de 2019      | Inglewood               | Estados Unidos          | The Forum                                   |                         |                         |
| 10 de junio de 2019     | San Diego               | Estados Unidos          | Valley View Casino Center                   | 8.977 / 10.083          | $1,406,062              |
| 12 de junio de 2019     | Sacramento              | Estados Unidos          | Golden 1 Center                             |                         |                         |
| 13 de junio de 2019     | San José                | Estados Unidos          | SAP Arena                                   |                         |                         |
| 15 de junio de 2019     | Las Vegas               | Estados Unidos          | T-Mobile Arena                              | 12.847 / 12.847         | $1,595,677              |
| 16 de junio de 2019     | Phoenix                 | Estados Unidos          | Talking Stick Resort Arena                  | 13.051 / 13.051         | $1,845,010              |
| 19 de junio de 2019     | Denver                  | Estados Unidos          | Pepsi Center                                | 12.283 / 12.283         | $1,304,508              |
| 21 de junio de 2019     | San Antonio             | Estados Unidos          | AT&T Center                                 | 14.881 / 14.881         | $2,416,099              |
| 22 de junio de 2019     | Hidalgo                 | Estados Unidos          | Bert Ogden Arena                            | 8.051 / 8.656           | $1,682,498              |
| 24 de junio de 2019     | Dallas                  | Estados Unidos          | American Airlines Center                    | 12.913 / 13.946         | $1,736,411              |
| 25 de junio de 2019     | Houston                 | Estados Unidos          | Toyota Center                               | 12.586 / 12.586         | $1,666,656              |
| 28 de junio de 2019     | Saint Paul              | Estados Unidos          | Xcel Energy Center                          | 9.036 / 9.036           | $808,174                |
| 29 de junio de 2019     | Chicago                 | Estados Unidos          | United Center                               |                         |                         |
| 30 de junio de 2019     | Chicago                 | Estados Unidos          | United Center                               |                         |                         |
| 3 de julio de 2019      | Milwaukee               | Estados Unidos          | Henry Maier Festival Park                   | 12.116 / 23.300         | $1,273,567              |
| 5 de julio de 2019      | Detroit                 | Estados Unidos          | Little Caesars Arena                        | 12.765 / 12.765         | $1,476,473              |
| 7 de julio de 2019      | Toronto                 | Canadá                  | Scotiabank Arena                            |                         |                         |
| 8 de julio de 2019      | Toronto                 | Canadá                  | Scotiabank Arena                            |                         |                         |
| 10 de julio de 2019     | Montreal                | Canadá                  | Centre Bell                                 | 14.526 / 14.526         | $1,753,850              |
| 12 de julio de 2019     | Nueva York              | Estados Unidos          | Madison Square Garden                       |                         |                         |
| 15 de julio de 2019     | Nueva York              | Estados Unidos          | Madison Square Garden                       |                         |                         |
| 16 de julio de 2019     | Mansfield               | Estados Unidos          | Xfinity Center                              | 14.318 / 14.462         | $1,385,288              |
| 17 de julio de 2019     | Washington D. C.        | Estados Unidos          | Capital One Arena                           | 13.987 / 13.987         | $1,810,377              |
| 19 de julio de 2019     | Newark                  | Estados Unidos          | Prudential Center                           |                         |                         |
| 20 de julio de 2019     | Philadelphia            | Estados Unidos          | Wells Fargo Center                          | 13.724 / 13.724         | $1,680,234              |
| 22 de julio de 2019     | Atlanta                 | Estados Unidos          | State Farm Arena                            | 11.275 / 11.275         | $1,226,232              |
| 23 de julio de 2019     | Orlando                 | Estados Unidos          | Amway Center                                |                         |                         |
| 25 de julio de 2019     | Miami                   | Estados Unidos          | American Airlines Arena                     |                         |                         |
| 26 de julio de 2019     | Miami                   | Estados Unidos          | American Airlines Arena                     |                         |                         |
| 27 de julio de 2019     | Miami                   | Estados Unidos          | American Airlines Arena                     |                         |                         |
| Eurafrasia - Etapa II   |                         |                         |                                             |                         |                         |
| 1 de agosto de 2019     | Tel Aviv                | Israel                  | Parque Yarkon                               |                         |                         |
| 4 de agosto de 2019     | Moscú                   | Rusia                   | VTB Indoor Arena                            |                         |                         |
| 6 de agosto de 2019     | Antalya                 | Turquía                 | Regnum Carya Golf & Spa Resort              |                         |                         |
| 8 de agosto de 2019     | Fuengirola              | España                  | Marenostrum Castle Park                     |                         |                         |
| 9 de agosto de 2019     | North Coast             | Egipto                  | —                                           |                         |                         |
| 11 de agosto de 2019    | San Petersburgo         | Rusia                   | Saint Petersburg Sports and Concert Complex |                         |                         |

### Conciertos Cancelados y/o Reprogramados
| Día                 | Ciudad     | País           | Recinto                | Motivo                                                                                            |
| ------------------- | ---------- | -------------- | ---------------------- | ------------------------------------------------------------------------------------------------- |
| 28 de junio de 2019 | San Juan   | Puerto Rico    | Coliseo de Puerto Rico | Cancelado por motivos desconocidos.                                                               |
| 13 de julio de 2019 | Nueva York | Estados Unidos | Madison Square Garden  | Reprogramado al 15 de julio por un apagón en el distrito de Manhattan, el cual afecto al recinto. |